# 羊角拗属
羊角拗属（学名：Strophanthus）是夹竹桃科下的一个属，为木质藤本或灌木或乔木植物。该属共有约60种，分布于热带非洲和亚洲。
属名Strophanthus来源于希腊语strophos（扭转的）和anthos（花）的合成词，指本属植物的花冠裂片扭转。

## 物种
本属包括以下物种：
- 卵萼羊角拗 Strophanthus caudatus
- 羊角拗 Strophanthus divaricatus
- 旋花羊角拗 Strophanthus gratus
- 箭毒羊角拗 Strophanthus hispidus
- 垂丝羊角拗 Strophanthus preussii
- 西非羊角拗 Strophanthus sarmentosus
- 美丽羊角拗 Strophanthus speciosus
- 云南羊角拗 Strophanthus wallichii